# Donald Armour
Donald Armour (Jos, Nigeria, 10 december 1955 - 15 december 2016) was een Schotse golfprofessional die sinds 1982 in Nederland woonde.

## Carrière als speler
Armour speelde van 1978 tot en met 1981 op de Europese Tour. 
Hij is zowel in 1984 als 1986  Nederlands Kampioen voor Professionals geworden. In 1984 won hij op Golfclub Broekpolder het International Broekpolder Golf Tournament, dat toen nog het Teaching Pro's Championship heette. In 1985 won hij het Nationaal Open.

## Werk voor televisie
- 1990-1992: Golfverslaggever Eurosport
- 1996-1997: Golfcommentator Canal+
- 1999-2001: Commentator en presentator Golf Par-5 voor RTL. Daarnaast was hij verantwoordelijk voor de golfinstructierubriek “Dr. Golf”.

## Carrière als leraar en bondscoach
In 1976 behaalde hij zijn diploma golfprofessional op de Turnberry Hotel Golf Courses in Schotland. Toen hij in 1982 in Nederland arriveerde, begon hij met lesgeven op Be Fair in Crailo. Vanaf april 1984 gaf hij les op de Hilversumsche Golf Club. In 1986 werd hij daarnaast bondscoach voor het Nederlandse herenteam.